# فولفغانغ كلاين
فولفغانغ كلاين (بالألمانية: Wolfgang Klein)‏ هو منافس ألعاب قوى ألماني، ولد في 28 يناير 1941 في هانوفر في ألمانيا، وتوفي في 15 سبتمبر 2017 في هامبورغ في ألمانيا.

## وصلات خارجية
- فولفغانغ كلاين على موقع أوليمبيديا (الإنجليزية)